# دیمیترو سارتینا
دیمیترو سارتینا (اوکراینی: Дмитро Іванович Сартіна؛ زادهٔ ۲۲ فوریهٔ ۱۹۹۲) بازیکن فوتبال اهل اوکراین است.